# KS Lushnja
Klubi Sportiv Lushnja é um clube de futebol albanês, com sede na cidade de Lushnjë. Disputa atualmente a Kategoria e parë (Segunda Divisão Albanesa).
Seu estádio é o Abdurrahman Roza Haxhiu Stadium (capacidade para abrigar 11.000 torcedores). Fundado em 1926, em 1945 muda o nome para KS Traktori Lushnja, em 1950 vira SK Lushnja, em 1951 muda novamente a denominação, agora para Puna Lushnja, em 1958 volta a ser KS Traktori Lushnja, mantendo tal nomenclatura até 1991, quando ganhou o nome atual. 
Sagrou-se campeão albanês em cinco oportunidades (1960, 1982, 1988, 1990 - como Traktori - , e 1996, já com o atual nome). As suas cores são amarelo e verde.